# Criquebeuf-la-Campagne
Pour les articles homonymes, voir Criquebeuf.
Criquebeuf-la-Campagne est une commune française située dans le département de l'Eure en région Normandie.

## Géographie
La commune est située dans la Campagne du Neubourg, pays traditionnel de Normandie, constitué d'une grande plaine à vocation principalement céréalière.

### Localisation
| Fouqueville (par un angle) Crestot | La Harengère           | Mandeville          |
| Cesseville                         | Criquebeuf-la-Campagne | Daubeuf-la-Campagne |
| Cesseville                         |                        | Ecquetot            |

### Hydrographie
La commune est située dans le bassin Seine-Normandie. Elle n'est drainée par aucun cours d'eau,.

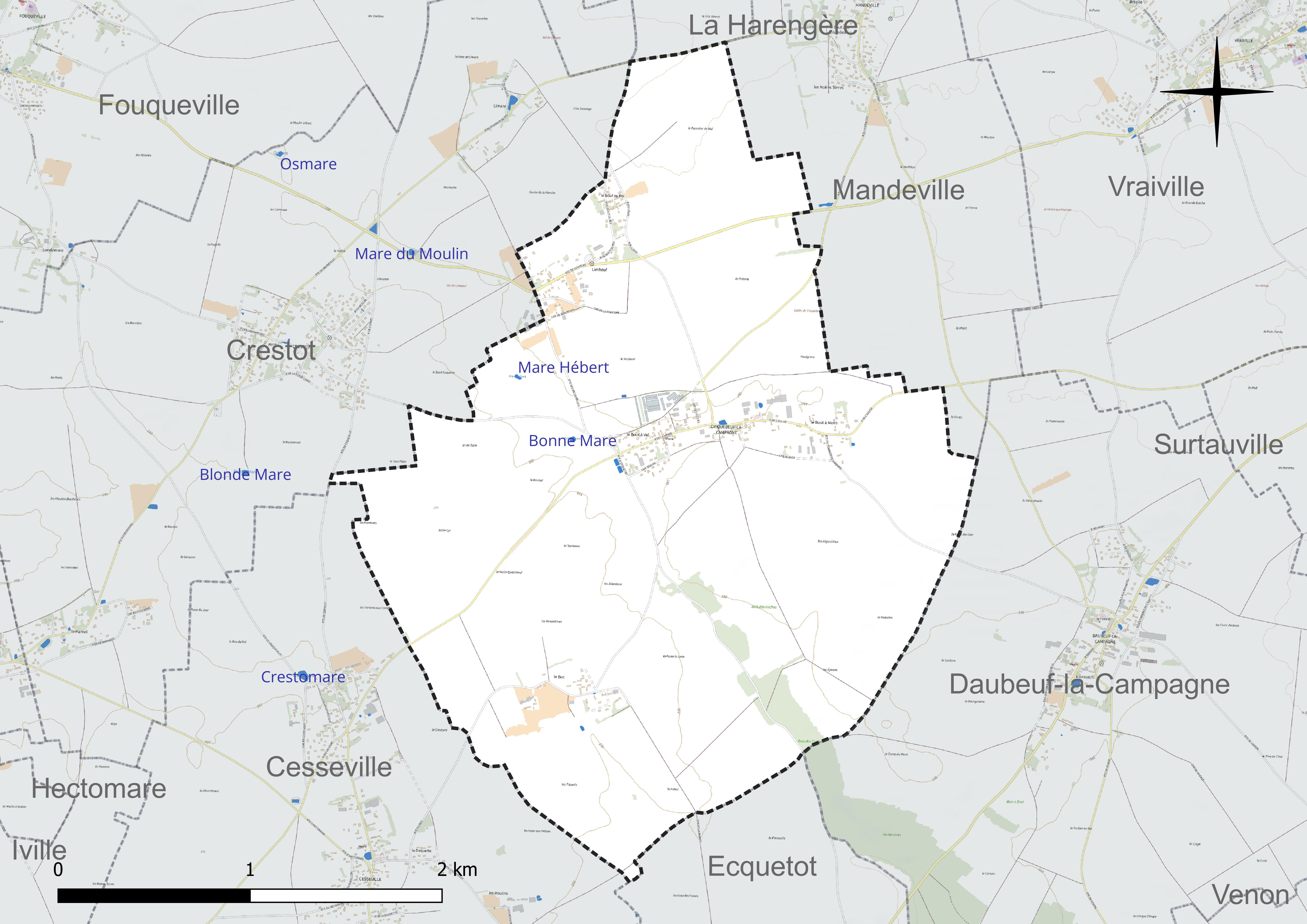
Réseau hydrographique de Criquebeuf-la-Campagne.

Deux plans d'eau complètent le réseau hydrographique : Bonne Mare (0,1 ha) et la mare Hébert (0,1 ha),.

### Climat
Pour des articles plus généraux, voir Climat de la Normandie et Climat de l'Eure.
En 2010, le climat de la commune est de type climat océanique dégradé des plaines du Centre et du Nord, selon une étude du CNRS s'appuyant sur une série de données couvrant la période 1971-2000. En 2020, Météo-France publie une typologie des climats de la France métropolitaine dans laquelle la commune est exposée à un climat océanique et est dans la région climatique  Côtes de la Manche orientale, caractérisée par un faible ensoleillement (1 550 h/an) ; forte humidité de l’air (plus de 20 h/jour avec humidité relative > 80 % en hiver), vents forts fréquents. Parallèlement le GIEC normand, un groupe régional d’experts sur le climat, différencie quant à lui, dans une étude de 2020, trois grands types de climats pour la région Normandie, nuancés à une échelle plus fine par les facteurs géographiques locaux. La commune est, selon ce zonage, exposée à un « climat des plateaux abrités », correspondant aux plaines agricoles de l’Eure, avec une pluviométrie beaucoup plus faible que dans la plaine de Caen en raison du double effet d’abri provoqué par les collines du Bocage normand et par celles qui s’étendent sur un axe du Pays d'Auge au Perche.
Pour la période 1971-2000, la température annuelle moyenne est de 10,3 °C, avec  une amplitude thermique annuelle de 13,6 °C. Le cumul annuel moyen de précipitations est de 733 mm, avec 12 jours de précipitations en janvier et 8,3 jours en juillet. Pour la période 1991-2020, la température moyenne annuelle observée sur la station météorologique la plus proche, située sur la commune de Louviers à 12 km à vol d'oiseau, est de 11,8 °C et le cumul annuel moyen de précipitations est de 719,5 mm,. Pour l'avenir, les paramètres climatiques de la commune estimés pour 2050 selon différents scénarios d’émission de gaz à effet de serre sont consultables sur un site dédié publié par Météo-France en novembre 2022.

## Urbanisme

### Typologie
Au 1er janvier 2024, Criquebeuf-la-Campagne est catégorisée commune rurale à habitat dispersé, selon la nouvelle grille communale de densité à 7 niveaux définie par l'Insee en 2022.
Elle est située hors unité urbaine. Par ailleurs la commune fait partie de l'aire d'attraction de Louviers, dont elle est une commune de la couronne,. Cette aire, qui regroupe 44 communes, est catégorisée dans les aires de 50 000 à moins de 200 000 habitants,.

### Occupation des sols
L'occupation des sols de la commune, telle qu'elle ressort de la base de données européenne d’occupation biophysique des sols Corine Land Cover (CLC), est marquée par l'importance des territoires agricoles (92,2 % en 2018), une proportion identique à celle de 1990 (92,2 %). La répartition détaillée en 2018 est la suivante : 
terres arables (92,2 %), zones urbanisées (6 %), forêts (1,9 %). L'évolution de l’occupation des sols de la commune et de ses infrastructures peut être observée sur les différentes représentations cartographiques du territoire : la carte de Cassini (XVIIIe siècle), la carte d'état-major (1820-1866) et les cartes ou photos aériennes de l'IGN pour la période actuelle (1950 à aujourd'hui).

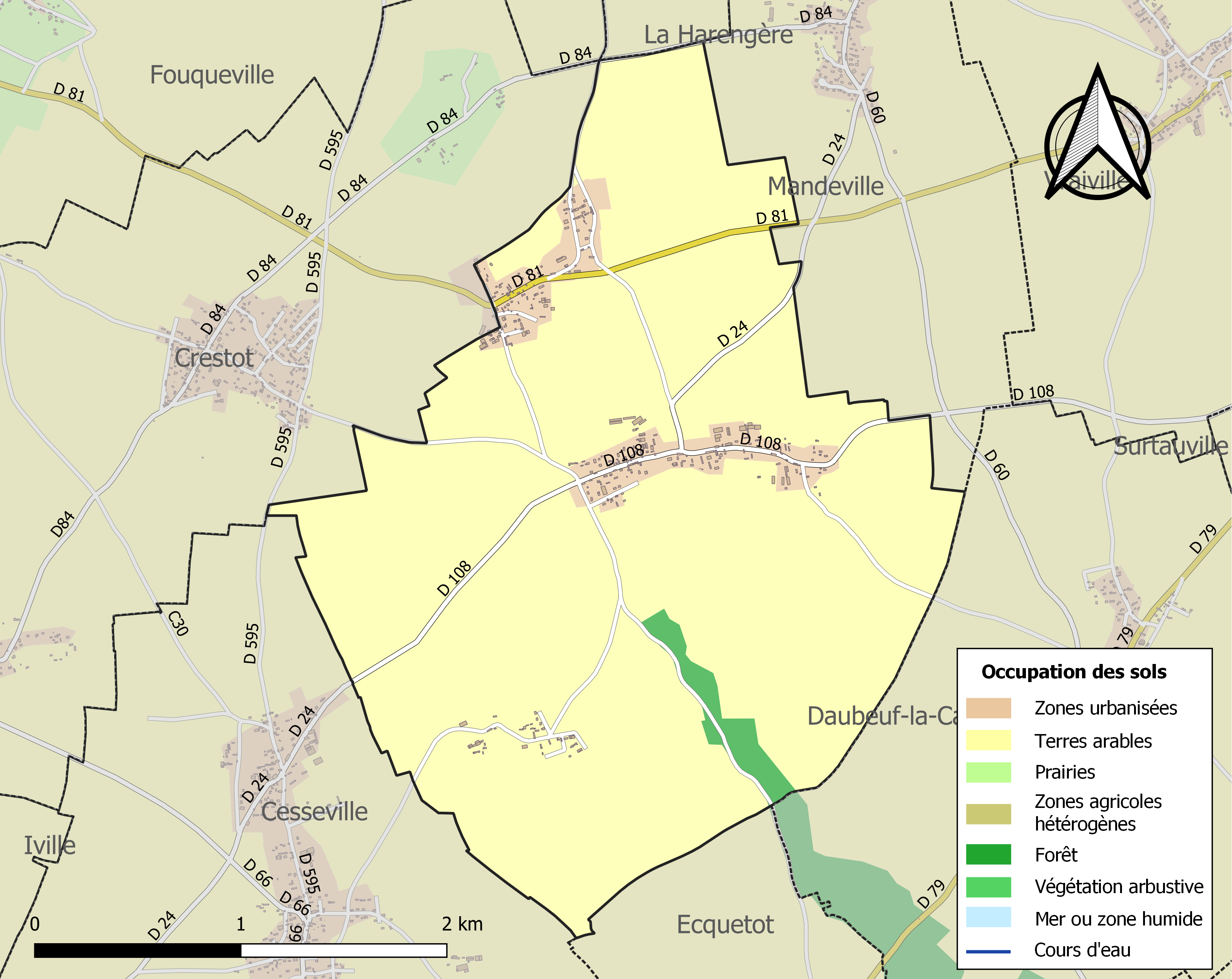
Carte des infrastructures et de l'occupation des sols de la commune en 2018 (CLC).

## Toponymie
Le nom de la localité est attesté sous les formes Criquebuef en la Champengne (charte de Philippe Auguste) et Crichebu en 1203; Criquebodium  en 1231 (cartulaire du Bec); Criqueboie en 1238; Crikebue in Campania en 1240 (cartulaire du Bec); Criquebue en 1263; Cricbotum in Campania vers 1380 (Bibliothéque nationale).
Il s'agit d'un composé bien documenté en Normandie, formé des éléments scandinaves kirkja « église » et buth / both « maison, village », comprendre vieux norrois búð cf. islandais búð « échoppe, boutique, tente, pavillon » ou vieux norrois de l'est (ancien danois) bóð cf. anglais booth « stand, cabine » . Le sens global est donc « le village de l'église », bien que le sens de village ne semble pas attesté en vieux norrois.
Remarque : la forme la plus ancienne Crichebu n'impose pas nécessairement un recours au vieux norrois búð, mais plutôt à un terme proche à savoir l'ancien norrois bú « ferme, exploitation rurale ». On le rencontre de manière plus certaine dans Bourguébus (Calvados, Borgesbu en 1077) et Carquebut (Manche, Querquebu en 1165 - 1173). Dans le cas de Criquebeuf, il se sera confondu par la suite avec le produit de búð. Inversement Haddeby (Allemagne, Schleswig-Holstein, Busdorf) est un ancien toponyme en -both, mentionné comme Hadaebooth en 1285 et Haddebothe en 1354.
Le déterminant complémentaire la-Campagne se réfère à la Campagne du Neubourg et permet de faire la distinction d'avec Criquebeuf-sur-Seine située seulement à 17 km.

## Histoire

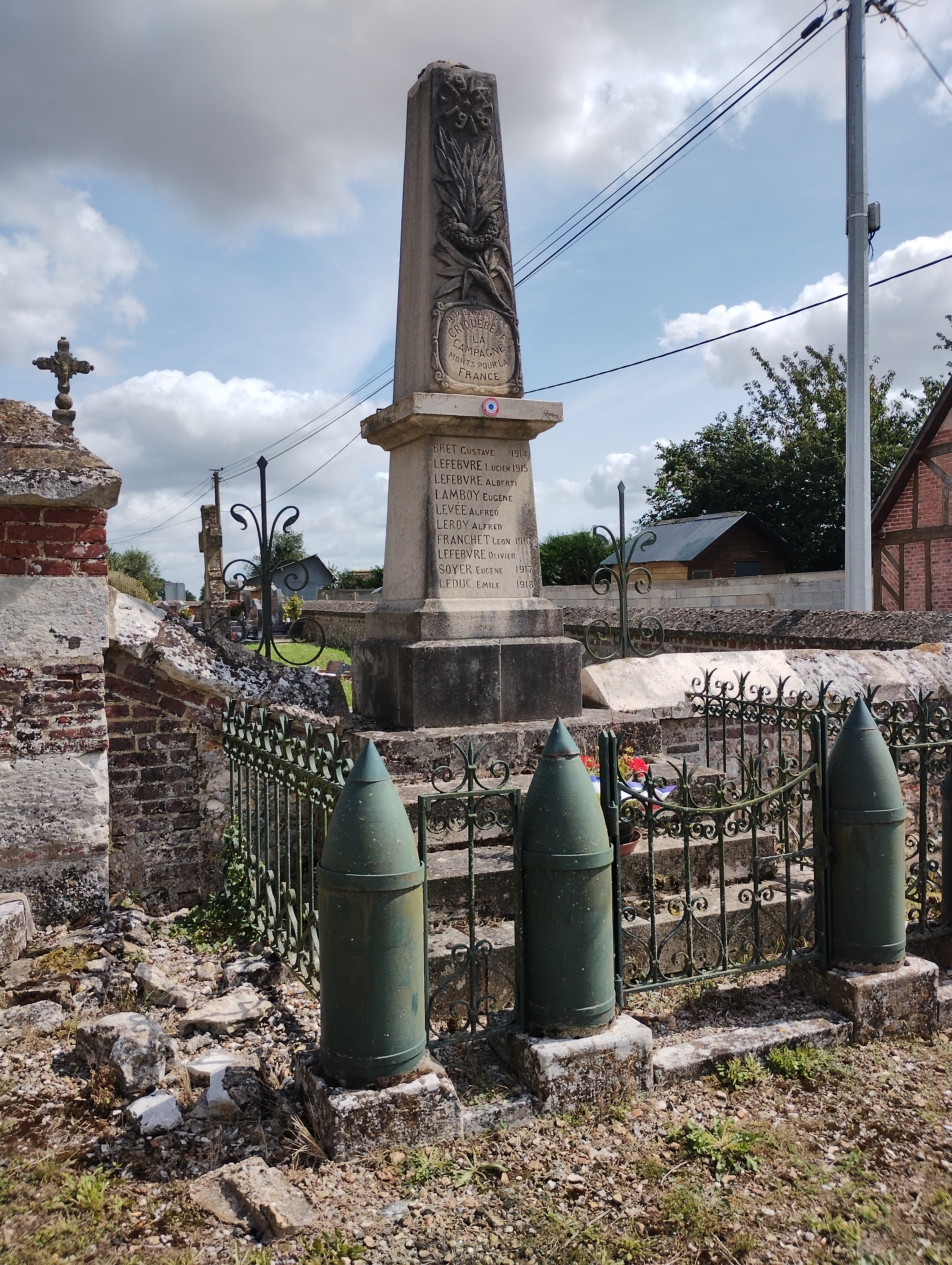
Monument aux morts

## Politique et administration
| Période                                  | Période  | Identité      | Étiquette | Qualité      |
| ---------------------------------------- | -------- | ------------- | --------- | ------------ |
| 2014                                     | En cours | Michèle Marie | UDI       | Agricultrice |
| Les données manquantes sont à compléter. |          |               |           |              |

## Démographie
L'évolution du nombre d'habitants est connue à travers les recensements de la population effectués dans la commune depuis 1793. Pour les communes de moins de 10 000 habitants, une enquête de recensement portant sur toute la population est réalisée tous les cinq ans, les populations de référence des années intermédiaires étant quant à elles estimées par interpolation ou extrapolation. Pour la commune, le premier recensement exhaustif entrant dans le cadre du nouveau dispositif a été réalisé en 2005.

En 2022, la commune comptait 351 habitants, en évolution de +15,46 % par rapport à 2016 (Eure : −0,25 %, France hors Mayotte : +2,11 %).
| 1793 | 1800 | 1806 | 1821 | 1831 | 1836 | 1841 | 1846 | 1851 |
| ---- | ---- | ---- | ---- | ---- | ---- | ---- | ---- | ---- |
| 455  | 458  | 557  | 480  | 425  | 400  | 372  | 468  | 449  |

| 1856 | 1861 | 1866 | 1872 | 1876 | 1881 | 1886 | 1891 | 1896 |
| ---- | ---- | ---- | ---- | ---- | ---- | ---- | ---- | ---- |
| 415  | 402  | 360  | 375  | 385  | 348  | 324  | 335  | 303  |

| 1901 | 1906 | 1911 | 1921 | 1926 | 1931 | 1936 | 1946 | 1954 |
| ---- | ---- | ---- | ---- | ---- | ---- | ---- | ---- | ---- |
| 290  | 289  | 245  | 217  | 204  | 185  | 207  | 218  | 210  |

| 1962 | 1968 | 1975 | 1982 | 1990 | 1999 | 2005 | 2006 | 2010 |
| ---- | ---- | ---- | ---- | ---- | ---- | ---- | ---- | ---- |
| 226  | 191  | 200  | 193  | 201  | 192  | 207  | 207  | 249  |

| 2015 | 2020 | 2022 | - | - | - | - | - | - |
| ---- | ---- | ---- | - | - | - | - | - | - |
| 301  | 338  | 351  | - | - | - | - | - | - |

## Culture locale et patrimoine

### Lieux et monuments

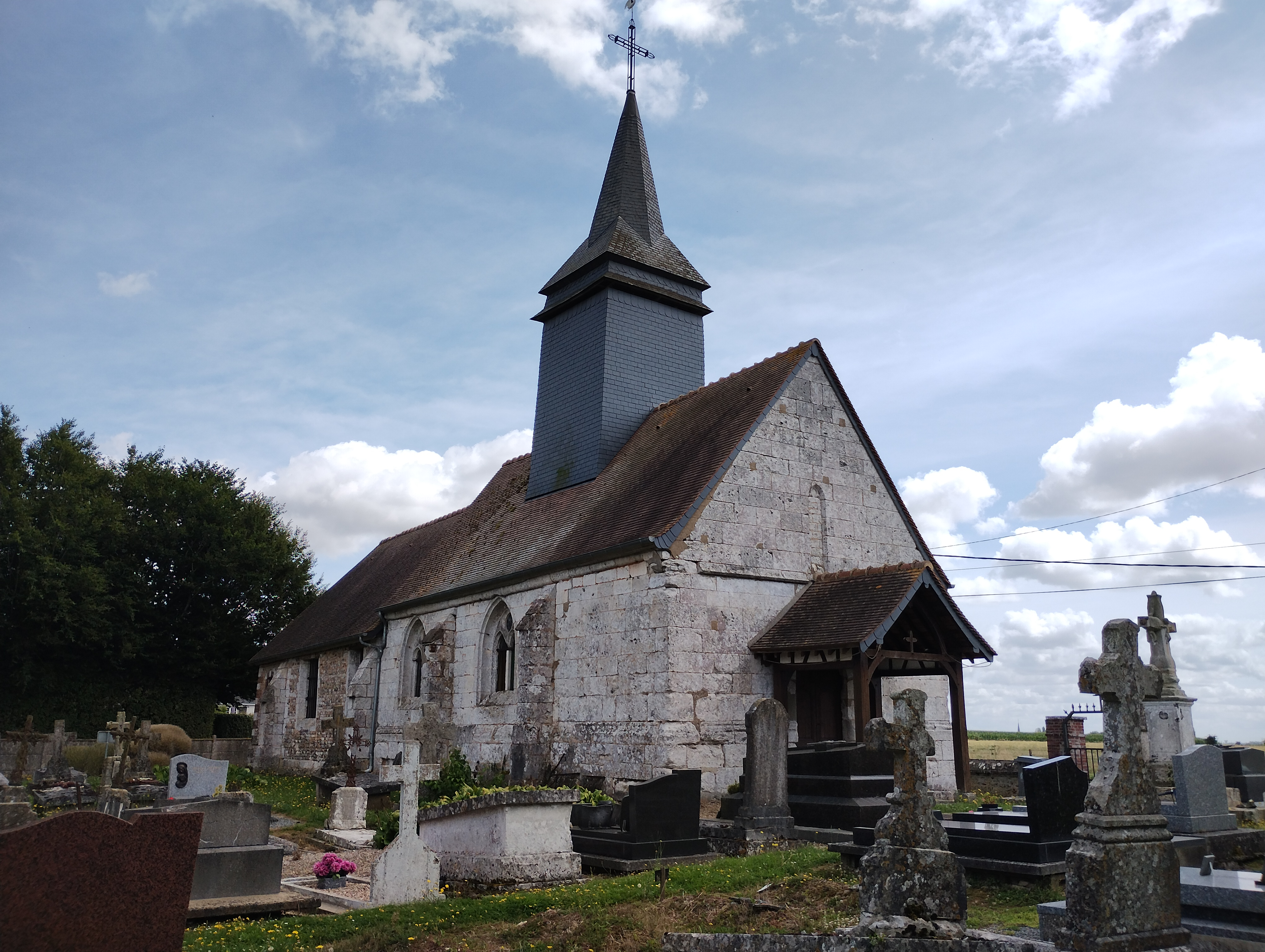
Église Saint-Pierre de Limbeuf

- Église Saint-Pierre de Limbeuf[25]. Vitraux de Raphaël Lardeur
- Église Notre-Dame.

### Héraldique
| Blason de Criquebeuf-la-Campagne | Blason  | Parti : au 1er d'azur à une étoile d'argent, au 2d d'or à une clé de sable ; au chef de gueules chargé d'un léopard d'or armé et lampassé d'azur. |
| Blason de Criquebeuf-la-Campagne | Détails | Le léopard d'or des armoiries de Criquebeuf-la-Campagne rappelle les armoiries de la Normandie. Le statut officiel du blason reste à déterminer.  |